# Euro Truck Simulator 2
Euro Truck Simulator 2 (abgekürzt ETS2) ist eine LKW-Simulation, die von dem Spieleentwickler SCS Software entwickelt und veröffentlicht wurde und auf den Betriebssystemen Windows, Mac OS X und Linux unterstützt wird. Das Spiel wurde am 18. Oktober 2012 veröffentlicht und ist ein direkter Nachfolger von Euro Truck Simulator aus dem Jahr 2008. Der Spieler kann mit verschiedenen LKW durch Europa fahren und verschiedene Frachten transportieren, die er in vielen europäischen Städten abholen und ausliefern muss. Während des Spiels kann der Spieler neue LKW, Auflieger und Garagen kaufen. Die Garagen können so ausgebaut werden, dass man Platz für bis zu fünf LKWs hat. Durch verschiedene zusätzlich zu erwerbende DLCs und Modifikationen von Benutzern können Regionen, aber auch andere Spielinhalte wie Frachten oder LKW-Lackierungen und LKW-Zubehör ergänzt werden.

## Spielprinzip
Am Anfang muss der Spieler eine Stadt wählen, in der die Karriere beginnt und das eigene Unternehmen seinen Sitz hat. Man erhält dort eine Garage mit Platz für einen LKW. Zu Beginn der Karriere werden Schnellaufträge durchgeführt, dabei bekommt der Spieler einen LKW gestellt, anfallende Kosten für Diesel und Maut werden vom Arbeitgeber übernommen. Im weiteren Verlauf der Karriere kann der Spieler mit seinem verdienten Geld oder einem zusätzlichen Kredit einen eigenen LKW erwerben und im Frachtmarkt Aufträge annehmen. Außerdem können auch eigene Auflieger gekauft werden, mit denen man Ware transportiert. Jeder erfolgreich absolvierte Auftrag bringt Geld sowie Erfahrungspunkte, mit denen der Spieler im Level aufsteigt und Fähigkeitspunkte verdient. Mit steigendem Level schaltet man weitere LKW-Bauteile frei, womit man seinen LKW aufrüsten und individualisieren kann.
Folgende Fähigkeiten stehen zur Verfügung:
- ADR-Klassen
- Fernfahrten
- Hochwertige Frachten
- Zerbrechliche Frachten
- Just-in-time-Lieferungen
- Sparsame Fahrweise

Folgende LKW-Hersteller sind im Euro Truck Simulator 2 vertreten:
- DAF
- Iveco
- MAN
- Mercedes-Benz
- Renault Trucks
- Scania
- Volvo

Darüber hinaus steht eine ständig wachsende Anzahl an Modellen internationaler Auflieger-Hersteller, wie Krone oder Schwarzmüller zur Verfügung.

Im Spiel verfügbare Länder nach DLC.

Im Spiel können insgesamt 228 Städte in 24 verschiedenen Ländern (Belgien, Deutschland, Frankreich, Großbritannien, Italien, Luxemburg, den Niederlanden, Österreich, der Schweiz (Hauptspiel), Polen, der Slowakei, Tschechien, Ungarn (Going East!-DLC), Schweden, Norwegen und Dänemark (Scandinavia-DLC)) mit 15 fiktionalen Unternehmen und 100 verschiedenen Frachttypen befahren werden. Außerdem erweitert das DLC Vive la France! das im Hauptspiel nicht vollständig enthaltene Frankreich. Durch das DLC Italia wird seit dem 5. Dezember 2017 das im Hauptspiel nicht vollständig enthaltene Italien erweitert. Am 29. November 2018 wurde das DLC Beyond the Baltic Sea veröffentlicht, welches zusätzlich einen Teil Finnlands und Russlands, sowie Litauen, Lettland und Estland hinzufügt. Mitgeliefert werden im DLC 24 neue Städte. Am 5. Dezember 2019 wurde Road to the Black Sea veröffentlicht, welches Rumänien, Bulgarien und den europäischen Teil der Türkei hinzufügt. Am 8. April 2021 erschien das nächste DLC Iberia, welches Spanien und Portugal beinhaltet. Am 5. März 2021 kündigten die Entwickler zudem eine erneute Erweiterung in Richtung Osten an: Mit dem DLC Heart of Russia, welches seit Mitte 2020 entwickelt wurde, sollte der europäische Teil Russlands seinen Weg in das Spiel finden; inklusive der größten Stadt Europas, Moskau. Auf Grund des russischen Überfalls auf die Ukraine gab SCS Software am 14. März 2022 bekannt, dass das DLC Heart of Russia bis auf weiteres nicht veröffentlicht werden soll, weiterhin wird darüber nachgedacht, ob das DLC einen anderen Produktnamen erhalten soll. Daraufhin wurde am 5. Juni 2022 das DLC West Balkans angekündigt, welches die im Westbalkan liegenden Länder Albanien, Bosnien und Herzegowina, Kroatien, Kosovo, Montenegro, Nord-Mazedonien, Serbien und Slowenien ins Spiel bringen soll. Nach der Veröffentlichung des West Balkans DLC am 19. Oktober 2023 wurde am 1. November desselben Jahres das Greece-DLC angekündigt und am 4. Dezember 2024 veröffentlicht, welches das Spiel um Griechenland erweitert.
Im Februar 2016 wurde ein Ableger des Spiels, der American Truck Simulator, veröffentlicht, welcher derzeit in über 10 Bundesstaaten der Vereinigten Staaten spielt.

## Erweiterungen
Erweiterungen erscheinen etwa jährlich oder halbjährlich. Sie unterscheiden sich grob zwischen den Kategorien „Kartenerweiterungen“ und „Zusatzfunktionen“. Dabei sind diese kostenpflichtig.

### Kartenerweiterungen
Euro Truck Simulator 2 bietet einige DLC-basierte Kartenerweiterungen. Nachfolgend sind die offiziellen Erweiterungen gelistet.
| Name                  | Veröffentlichung                                              | Länder hinzugefügt/erweitert                                                                 | Erweiterungen, die nach der DLC-Veröffentlichung hinzugefügt wurden |
| --------------------- | ------------------------------------------------------------- | -------------------------------------------------------------------------------------------- | ------------------------------------------------------------------- |
| Going East            | 19. September 2013                                            | Polen Slowakei Tschechien Ungarn                                                             | Pécs und Szeged (v1.19)                                             |
| Scandinavia           | 7. Mai 2015                                                   | Dänemark Norwegen (teilweise) Schweden (teilweise)                                           | Kapellskär (v1.33)                                                  |
| Vive la France!       | 5. Dezember 2016                                              | Frankreich                                                                                   | - Korsika (v1.36) - Bayonne und Lacq (v1.40)                        |
| Italia                | 5. Dezember 2017                                              | Italien                                                                                      | - Sardinien (v1.35) - Triest (v1.48.5)                              |
| Beyond the Baltic Sea | 29. November 2018                                             | Finnland (teilweise) Russland (teilweise) Estland Lettland Litauen                           |                                                                     |
| Road to the Black Sea | 5. Dezember 2019                                              | Rumänien Bulgarien Türkei (teilweise)                                                        |                                                                     |
| Iberia                | 8. April 2021                                                 | Spanien Portugal                                                                             | Beja und Soria (v1.43)                                              |
| Heart of Russia       | Eingestellt aufgrund des Russischen Überfalls auf die Ukraine | Russland                                                                                     |                                                                     |
| West Balkans          | 19. Oktober 2023                                              | Albanien Bosnien und Herzegowina Kroatien Kosovo Montenegro Nordmazedonien Serbien Slowenien |                                                                     |
| Greece                | 4. Dezember 2024                                              | Griechenland                                                                                 |                                                                     |
| Nordic Horizons       | Noch nicht bekannt                                            | Finnland Norwegen Schweden                                                                   |                                                                     |
| Iceland               | Noch nicht bekannt                                            | Island                                                                                       |                                                                     |

### World of Trucks
World of Trucks ist eine von SCS Software eigene Online-Plattform. Auf der Internetseite kann man eigene Bilder, direkt aus dem Spiel, veröffentlichen und mit anderen Spielern teilen. Die Spieler können sich im Spiel mit World of Trucks-Aufträgen Abzeichen verdienen. Außerdem veranstaltet SCS Software via World of Trucks im Spiel integrierte Community-Veranstaltungen, bei denen die Spieler zu Gemeinschaftszielen beitragen können. Langfristig soll über World of Trucks mehr mit anderen Spielern interagiert werden, was auch einen offiziellen Mehrspielermodus einschließt.

### Modifikationen
Um ETS2 entstanden mehrfach Fan-Modifikationen, die das Programm überarbeiten und erweitern. Manche Hobbyentwickler programmieren PKW (wie Jeep Grand Cherokee SRT8 und BMW X6) und LKW (wie KAMAZ, Scania T), andere ändern die Geräusche der Laster, manche die Landschaft (z. B. in Winter), sowie andere, die ganz neue Landschaften bauen (als Beispiel die Mod-Maps ProMods oder TerraMaps). Manche korrigieren auch Fehler im Spiel oder ersetzen die Logos der erfundenen Firmen im Spiel durch die echter Unternehmen. Außerdem gibt es Mods, die neue LKW-Skins ins Spiel einfügen. Zusätzlich gibt es einige Zusatzprogramme, die von Second-Screen-Anwendungen (Telemetry-App für Android) bis zur Verwaltung virtueller Speditionen (bspw. FPH SpedV) reichen.

## Entwicklung
Im März 2013 wurde von SCS Software verkündet, dass eine Mac-Version in Planung sei. Einen Monat später wurde jedoch eine Beta-Version für Linux im Steam-Shop veröffentlicht. Am 27. Februar 2014 verkündeten die Entwickler, dass eine Mac-Version immer noch in Bearbeitung sei, es jedoch noch eine Weile in Anspruch nehmen könne. Ende Januar 2015 wurde schlussendlich eine Mac-Version des Spiels veröffentlicht.
Im Juli 2013 erschien ein großes Update, in dem verschiedene Grafikfehler behoben und Mautstellen und ein Geschwindigkeitsbegrenzer im LKW, den man in den Optionen an- und ausstellen kann, eingefügt wurden.
Im Oktober 2013 kündigte SCS Software den Support für Oculus Rift an, der in Version 1.9 auch eingefügt wurde.
Im Mai 2014 erschien das Update zur Vollversion von Euro Truck Simulator 2 und im darauf folgenden Update 1.11 wurden die drei neuen Städte Venedig, Klagenfurt und Graz eingefügt.
Im Dezember 2014 wurde die Beta-Version für Mac OS X veröffentlicht.
Am 15. Juli 2021 wurde mit dem Update 1.41 ein offizieller Mehrspielermodus ins Spiel gebracht, welcher vorher am 21. Dezember 2020 in einem Livestream angekündigt wurde.
Am 21. Dezember 2020 kündigte SCS Software im selben Livestream an, dass sie auch an einer Fahrschule arbeiten. Die Entwickler hoffen, dieses Feature noch im Jahr 2021 zu veröffentlichen.
Am 14. Mai 2024 wurde das Spiel auf die Version 1.50 aktualisiert und große Änderungen der UI und der Engine (wie die Einführung von Temporal Anti-Aliasing, Änderungen zu Schatten und Partikeln und Licht) wurden eingeführt.

## Rezeption
Das Spiel wurde laut Metacritic von Kritikern „im Allgemeinen positiv“ aufgenommen und erhielt eine aggregierte Wertung 79/100.
In einer Rezension für Destructoid lobte Jim Sterling die Zugänglichkeit des Spiels und bemerkte, wie einfach die GPS- und Kartenfunktionen zu benutzen waren, sowie die Möglichkeit, europäisches Internetradio zu streamen, und die Vielzahl der verfügbaren Steuerungsoptionen. Auch die Grafik wurde gelobt: „Von der Form der Ampeln bis hin zur Atmosphäre der Hintergründe hat jedes neue Gebiet, das Sie entdecken, einen individuellen Charakter, und die Lastwagen selbst sind mit viel Liebe zum Detail nachgebildet“, auch wenn die KI der anderen Fahrzeuge auf der Straße kritisiert wurde.
In einer ähnlich positiven Rezension bezeichnete Tim Stone von PC Gamer das Spiel als „unerwartet fesselnd“ und lobte die Größe der Karte und die Vielfalt der verfügbaren Straßen und Landschaften. Er hatte jedoch Vorbehalte bezüglich der Genauigkeit der Umgebung und kommentierte: „Niemand scheint den Landschaftsgestaltern von SCS gesagt zu haben, dass das ländliche Großbritannien lange grüne Dinger namens Hecken hat. Die Städte werden oft nur mit einer kurzen visuellen Beschreibung dargestellt – ein paar Lagerhäuser, ein paar Wahrzeichen, wenn man Glück hat.“

## Auszeichnungen
- PC Gamer: „Simulation des Jahres 2012“[51]
- Rock Paper Shotgun platzierte Euro Truck Simulator 2 in der Rubrik der „25 besten jemals entwickelten Simulationsspiele“ auf Rang 9.[52]
- Steam Awards 2016 in den Kategorien „Ich fand das Spiel schon cool, bevor es eine Auszeichnung gewonnen hat“ und „Zurücklehnen und entspannen“[53]